# جیم بنینگ
جیم بنینگ (به انگلیسی: Jim Bunning) سناتور سابق عضو حزب جمهوری‌خواه ایالات متحده آمریکا بود. وی در سال ۱۹۹۹ تا ۲۰۱۱ میلادی سناتور ایالت کنتاکی در سنای ایالات متحده آمریکا بود.